# باشيراني
باشيراني (بالسيريلية Пачерани) هي قرية في البوسنة والهرسك. وهي تقع في بلدية كونييتش التابعة لكانتون الهرسك-نيريتفا في اتحاد البوسنة والهرسك. طبقا لنتائج تعداد البوسنة عام 2013 لم تسجل فيها أي إحصائيات.

## التركيبة السكانية

### التطور التاريخي للسكان
| 1961 | 1971 | 1981 | 1991 | 2013 |
| ---- | ---- | ---- | ---- | ---- |
| 62   | 48   | 27   | 19   | 0    |

## وصلات خارجية
- Maplandia (بالإنجليزية)